# 천도화
"천도화"는 1967년 공개된 대한민국의 영화이다.

## 배역
- 신영균 : 태자 원효 역
- 김지미 : 용녀 역
- 박노식 : 돈두 역
- 도금봉
- 김희갑
- 이빈화
- 한은진
- 추석양
- 박노승
- 전옥
- 전양자
- 이민철